# Neobisium kobachidzei
Neobisium kobachidzei är en spindeldjursart som beskrevs av Beier 1962. Neobisium kobachidzei ingår i släktet Neobisium och familjen helplåtklokrypare. Inga underarter finns listade i Catalogue of Life.